# Montpelier, Ohio
Montpelier là một làng thuộc quận Williams, tiểu bang Ohio, Hoa Kỳ. Năm 2010, dân số của làng này là 4072 người.

## Dân số
- Dân số năm 2000: 4320 người.
- Dân số năm 2010: 4072 người.